# Cibertransparência
Cibertransparência é a utilização de novas tecnologias por parte do estado para disponibilizar informações públicas através da Internet, permitindo assim ao cidadão maior nível de controle e contribuição em assuntos de interesse da população. Como consequência, ocorre um processo de otimização dos recursos públicos, seja por maior fiscalização dos gastos ou pela facilidade que os dados podem ser acessados.
Um ótimo exemplo de cibertransparência é a divulgação de despesas através do Portal da Transparência
Segundo Têmis Limberger, a transparência é uma via de mão dupla: De um lado, a administração tem o dever de dar publicidade aos seus atos e, de outro, o cidadão tem o direito a ser informado dos assuntos públicos. 